# Termodynamikens huvudsatser
Termodynamikens huvudsatser, eller termodynamikens lagar, är fyra grundläggande principer inom fysiken som beskriver överföringen av värme och arbete inom termodynamiska processer och system. Lagarna är bland de viktigaste och mest grundläggande principerna inom fysiken och andra vetenskaper kopplade till termodynamiken.
Den här artikeln fokuserar främst på den klassiska termodynamiken, vilken behandlar system i termodynamisk jämvikt.
De fyra huvudsatserna:
- Termodynamikens nollte huvudsats, vilken utgör grunden för temperaturmätning.
- Termodynamikens första huvudsats (energiprincipen) vilken säger att energi varken kan skapas eller förstöras och att värme är en form av energitransport.
- Termodynamikens andra huvudsats, som säger att den totala entropin, oordningen, i universum ökar, vilket gör att naturliga processer bara kan ske spontant i en riktning.
- Termodynamikens tredje huvudsats, vilken säger att en perfekt kristall har sin lägsta entropi vid absoluta nollpunkten.

Det har föreslagits ytterligare satser, men inga av dessa är allmänt accepterade och de nämns vanligtvis inte.

## Nollte huvudsatsen
| ” | Om två termodynamiska system är i termisk jämvikt med ett tredje, då är de även i termisk jämvikt med varandra. | „ |

Då två system, som båda är i termodynamisk jämvikt med sig själva, får kontakt med varandra kommer det att ske ett nettoutbyte av värme till dess att systemen är i termisk jämvikt med varandra. Det vill säga tills systemen har samma temperatur. Även om detta koncept är det mest grundläggande inom termodynamiken så dröjde det till början av 1900-talet innan man formulerade huvudsatsen, långt efter att de tre tidigare huvudsatserna blivit allmänt accepterade. Detta är också anledningen till huvudsatsens något annorlunda numrering. Nollte huvudsatsen innebär att termisk jämvikt, sett som en binär relation, är en transitiv relation. Detta medför att termisk jämvikt är en ekvivalensrelation: Om ett system A är i termisk jämvikt med systemen B och C så är även B och C i termisk jämvikt med varandra.

## Första huvudsatsen
| ” | Energi kan varken skapas eller förstöras, den kan endast byta form. | „ |

| ” | I en process inom ett isolerat system förblir alltid den totala energin densamma. | „ |

| ” | I en termodynamisk cykel är alltid mängden tillförd värme lika stor som mängden utfört arbete. | „ |

Innebörden av termodynamikens första huvudsats är att energi varken kan skapas eller förstöras. Mängden energi som förloras i en process kan varken vara större eller mindre än mängden energi som återfås. Första huvudsatsen är den variant av energiprincipen som används för termodynamiska system. Den syftar till de två olika sätt på vilka ett slutet system kan utväxla energi med som omgivning - genom processerna värmeöverföring och mekaniskt arbete. Energiförändringen hos ett system beror på hastigheten av dessa två processer. För öppna system måste man utvidga första huvudsatsen så att ytterligare en energibärare, massflöde, inkluderas.
Första lagen förtydligar energins natur. Det är en bevarad storhet som är oberoende av processens väg, det vill säga, den är oberoende av ett systemets historia. Om ett system genomgår en termodynamisk cykel, oavsett om det blir varmare, kallare, större eller mindre, så kommer det alltid ha samma mängd energi när det återgår till en viss referenspunkt i processen. Rent matematiskt beskriver första huvudsatsen energi som en tillståndsfunktion där infinitesimala förändringar hos energin är exakta differentialer.

### Fundamentala termodynamiska relationer
Termodynamikens första huvudsats kan uttryckas som den fundamentala termodynamiska relationen:
Värme som tillförts systemet = förändringen i systemets inre energi + arbete utfört av systemet
Förändringen i systemets inre energi = värme som tillförts systemet - arbete utfört av systemet
{\displaystyle \mathrm {d} U=T\mathrm {d} S-P\mathrm {d} V\,}
Där: 
- {\displaystyle U} är inre energi
- {\displaystyle T} är temperatur
- {\displaystyle S} är entropi
- {\displaystyle P} är tryck
- {\displaystyle V} är volym

Detta är ett uttryck för energiprincipen: Nettoförändringen i inre energi (d{\displaystyle U}) är lika stor som mängden tillförd värmeenergi ({\displaystyle T\mathrm {d} S}), minus energin som lämnar system i form av arbete ({\displaystyle P\mathrm {d} V}).

## Andra huvudsatsen
| ”                            | Det är omöjligt att konstruera en kretsprocess där värmeenergi absorberas från en reservoar och lika stor mängd energi produceras i form av mekaniskt arbete. | „ |
| – Kelvin-Plancks formulering | |   |

| ”                      | Värme flödar aldrig av sig själv från en kallare kropp till en varmare. | „ |
| – Clausius formulering |                                                                         |   |

Kortfattat innebär andra huvudsatsen att alla spontana naturliga processer ökar den totala entropin i universum. En annan kort sammanfattning är "värme flödar alltid spontant från en varmare plats till en kallare, men aldrig tvärtom". Energi kan förflyttas från en kallare plats till en varmare, exempelvis i en värmepump eller ett kylskåp, men då krävs det ett energitillskott i form av mekaniskt arbete.
Ett annat sätt att se på andra huvudsatsen är att betrakta entropi som ett mått på oordning i universum, alla naturliga processer strävar efter att öka den totala oordningen i universum.

## Tredje huvudsatsen
| ” | Entropin i ett system närmar sig ett konstant minimum då temperaturen närmar sig absoluta nollpunkten. | „ |

Kortfattat förklarar tredje huvudsatsen att entropi är temperaturberoende och detta är också anledningen till att man kunnat definiera en "absolut nollpunkt".

## Historia
Sadi Carnot formulerade 1824 den första etablerade principen inom termodynamiken, denna kom senare att gå under benämningen "andra huvudsatsen". Ett par årtionden senare, 1860, formaliserades det arbete som bedrivits av bland annat Rudolf Clausius och William Thomson (Lord Kelvin) till två grundläggande termodynamiska "principer", den första principen och den andra principen. Med årens lopp kom dessa två principer att börja benämnas som "lagar", eller "huvudsatser". Exempelvis skrev fysikern Josiah Willard Gibbs 1873, i Graphical Methods in the Thermodynamics of Fluids, att det fanns två absoluta lagar inom termodynamiken, en första och en andra huvudsats. I vissa sammanhang och böcker under 1900-talet numrerades huvudsatserna något annorlunda. Bland annat ansågs andra huvudsatsen endast behandla effektiviteten hos värmemaskiner, medan en alternativ "tredje huvudsats" behandlade entropiökning. Gradvis omvandlades dessa två huvudsatser till en, som kort och gott benämndes andra huvudsatsen och den mer moderna varianten av tredje huvudsatsen som benämns ovan är i dag allmänt accepterad.